# Mantius russatus
Mantius russatus är en spindelart som beskrevs av Tord Tamerlan Teodor Thorell 1891. Mantius russatus ingår i släktet Mantius och familjen hoppspindlar. Inga underarter finns listade i Catalogue of Life.